# Maas
Maas (nederländska: Maas; tyska: Maas; franska: la Meuse; limburgiska: Maos;  wallonska: Mouze) är en flod i Västeuropa. Den har sin källa i Frankrike och flyter genom Belgien och Nederländerna innan den flyter ut i Nordsjön. Den är totalt 925 km lång med ett avrinningsområde på 33 000 km2.

## Sträckning
Maas rinner upp på Langresplatån i Frankrike, och flyter därifrån norrut genom Sedan och Charleville-Mézières in i Belgien. Vid Namur går Sambre ihop med den. Efter Namur vänder Maas österut, och passerar genom Ardennerna och staden Liège innan den återigen vänder sig norrut. Floden utgör gränsen mellan Nederländerna och Belgien, förutom vid Maastricht där gränsen ligger längre västerut. I Nederländerna fortsätter den norrut förbi Venlo, och vänder sig sedan västerut, och går ihop med Rhen i ett stort floddelta. Floden delar upp sig nära Heusden i Afgedamde Maas och Bergse Maas. Bergse Maas fortsätter via Amer, och går ihop med Nieuwe Merwede till Hollands Diep, innan det slutligen flyter ut i Nordsjön vid Haringvliet

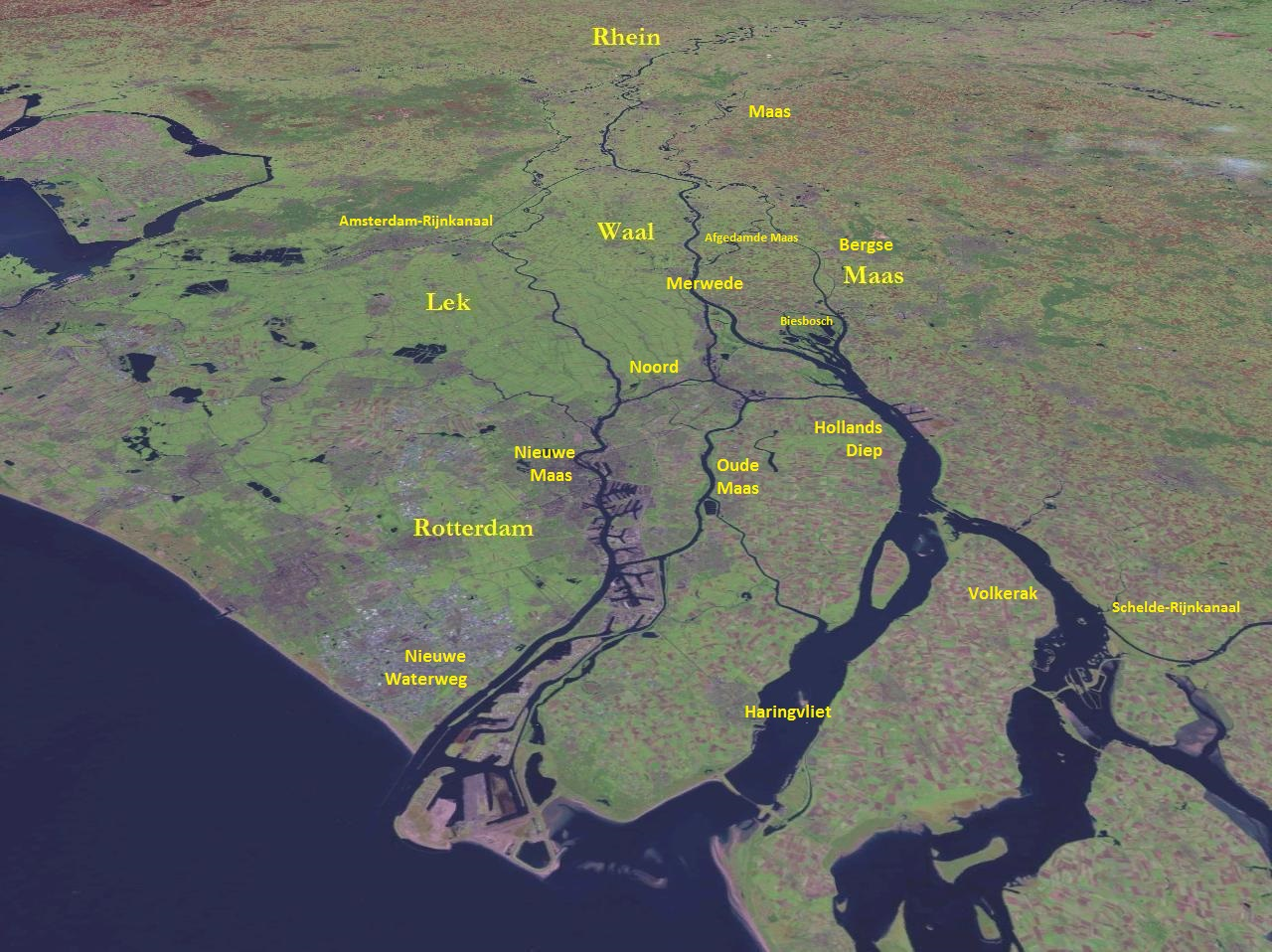
Rhens och Maas delta och flodarmar.

## Flodtrafik
Maas är till stor del navigerbar, och i Nederländerna och Belgien är den en viktig del i landets inlandsinfrastruktur. Den kopplar ihop Rotterdams, Amsterdams och Antwerpens hamnar med stora industriområden uppströms såsom 's Hertogenbosch, Venlo, Maastricht, Liège och Namur. Längre bort än Namur kan bara mindre fartyg navigera.
Från Givet vid den franska gränsen är floden kanaliserad över en sträcka på 272 kilometer. Kanalen kallas "Canal de la Meuse". Vattenvägen kan endast användas av de minsta handelsfartyg som fortfarande är i bruk (ungefär 40 meter långa och endast fem meter breda). Omedelbart norr om staden Commercy kopplas kanalen ihop med "Canal de la Marne au Rhin".

## Mosasaurier
Den utdöda djurgruppen mosasaurier ("ödla från Meuse") är döpt efter floden, då de första fossilen av varelsen upptäcktes utanför Maastricht år 1780.

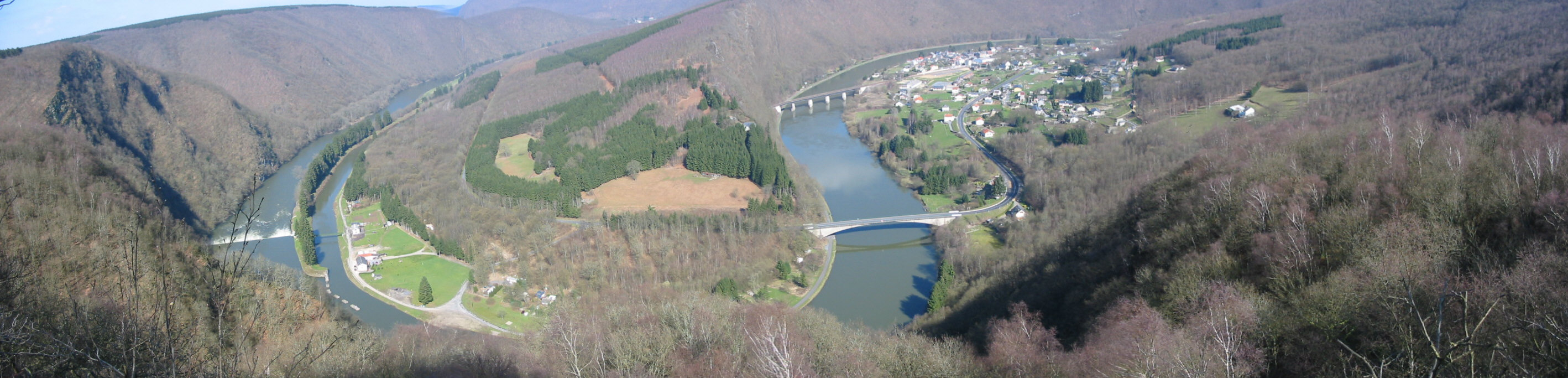
Maas i Ardennerna.